# Утренняя Заря (Челябинская область)
У́тренняя Заря́ — посёлок в Агаповском районе Челябинской области. Входит в состав Черниговского сельского поселения.

## География
Посёлок находится недалеко от берега реки Бахта, на расстоянии 49 км к востоку  от села Агаповка, административного центра района. Ближайшие населённые пункты: посёлки Требиат и Черниговский.

## История
Основан в 1920 году. В 1926 году сельскохозяйственная коммуна состояла из 1 хозяйства, основное население — русские. В административном отношении находилась в составе Наваринского сельсовета Магнитного района Троицкого округа Уральской области.

## Население
| 1970 | 1995 | 2002 | 2010 |
| ---- | ---- | ---- | ---- |
| 239  | ↘197 | ↘75  | ↘67  |

### Половой состав
По данным Всероссийской переписи, в 2010 году численность населения посёлка составляла 67 человек (36 мужчин и 31 женщина).

## Улицы
- ул. Луговая,
- ул. Новая,
- ул. Сельская[6].